# Лайка (филмово студио)
„Лайка“ (на английски: Laika) е американско филмово студио със седалище в Хилсбъроу, щата Орегон.
Основано е през 2005 година от аниматора Уил Винтън и собственика на производителя на спортно облекло „Найк“ Филип Найт и е наречено на известното куче Лайка. Специализира се в стоп моушън анимацията и придобива известност с няколко произведени от него пълнометражни филма. Изпълнителен директор на студиото е синът на Филип Найт Травис Найт, който е аниматор.

## Пълнометражни филми
- „Коралайн и тайната на огледалото“ (Coraline, 2009)
- „ПараНорман“ (ParaNorman, 2012)
- „Кутийковците“ (The Boxtrolls, 2014)
- „Кубо и пътят на самурая“ (Kubo and the Two Strings, 2016)
- „Търсенето на Линк“ (Missing Link, 2019)